# Taça dos Campeões Europeus de Hóquei em Patins de 1995-96
A Taça dos Campeões Europeus de Hóquei em Patins de 1995-96 foi a 31.ª edição da Taça dos Campeões.
O Igualada conquistava o seu 4.º título europeu e de forma consecutiva ao derrotar o FC Barcelona na final.
Importa referir que esta foi a última edição da Taça dos Campeões no modelo em que só os campeões participavam. Na época seguinte, a Taça dos Campeões e a Taça dos Vencedores das Taças fundiram-se para dar origem à Liga Europeia.

## Equipas participantes
| País          | Clube          | Classificação                                                     |
| ------------- | -------------- | ----------------------------------------------------------------- |
| Alemanha      | RSV Weil       | Campeão da Liga Alemã de 1994/95                                  |
| Áustria       | RHC Wolfurt    | Campeão da Liga Áustriaca de 1994/95                              |
| Espanha       | Igualada HC    | Campeão Europeu de 1994/95 e Campeão da Liga Espanhola de 1994/95 |
| Espanha       | FC Barcelona   | 2.º lugar da Liga Espanhola de 1994/95                            |
| França        | Nantes ARH     | Campeão da Liga Francesa de 1994/95                               |
| Itália        | Hockey Novara  | Campeão da Liga Italiana de 1994/95                               |
| Países Baixos | AGOR Dordrecht | Campeão da Liga Neerlandesa de 1994/95                            |
| Portugal      | SL Benfica     | Campeão da Liga Portuguesa de 1994/95                             |
| Suíça         | Genève RHC     | Campeão da Liga Suíça de 1994/95                                  |

## Jogos

### 1.ª Eliminatória
| Equipa 1   | Total | Equipa 2       | 1.ª Mão | 2.ª Mão |
| ---------- | ----- | -------------- | ------- | ------- |
| Genève RHC | 15-3  | AGOR Dordrecht | 9-0     | 6-3     |

### Fase Final
|  | Quartos-de-final | Quartos-de-final | Quartos-de-final | Quartos-de-final |               |            | Meias-finais | Meias-finais | Meias-finais |  |                  | Final | Final | Final |
|  |                  |                  |                  |                  |               |            |              |              |              |  |                  |       |       |       |
|  | 1                | RSV Weil         | 11               | 10               |               |            |              |              |              |  |                  |       |       |       |
|  | 8                | RHC Wolfurt      | 2                | 0                |               |            |              |              |              |  |                  |       |       |       |
|  | 8                | RHC Wolfurt      | 2                | 0                |               | RSV Weil   | 3            | 3            |              |  |                  |       |       |       |
|  |                  |                  |                  |                  |               | RSV Weil   | 3            | 3            |              |  |                  |       |       |       |
|  |                  | Igualada HC      | 6                | 18               |               |            |              |              |              |  |                  |       |       |       |
|  | 4                | Igualada HC      | 6                | 18               | Genève RHC    | 0          | 0            |              |              |  |                  |       |       |       |
|  | 4                |                  |                  |                  | Genève RHC    | 0          | 0            |              |              |  |                  |       |       |       |
|  | 5                | Igualada HC      | 5                | 8                |               |            |              |              |              |  |                  |       |       |       |
|  | 5                | Igualada HC      | 5                | 8                |               |            |              |              |              |  | Igualada HC (gf) | 0     | 2     |       |
|  |                  |                  |                  |                  |               |            |              |              |              |  | Igualada HC (gf) | 0     | 2     |       |
|  |                  | FC Barcelona     | 0                | 2                |               |            |              |              |              |  |                  |       |       |       |
|  | 3                | FC Barcelona     | 0                | 2                | Nantes ARH    | 5          | 2            |              |              |  |                  |       |       |       |
|  | 3                |                  |                  |                  | Nantes ARH    | 5          | 2            |              |              |  |                  |       |       |       |
|  | 6                | SL Benfica       | 8                | 21               |               |            |              |              |              |  |                  |       |       |       |
|  | 6                | SL Benfica       | 8                | 21               |               | SL Benfica | 3            | 1            |              |  |                  |       |       |       |
|  |                  |                  |                  |                  |               | SL Benfica | 3            | 1            |              |  |                  |       |       |       |
|  |                  | FC Barcelona     | 3                | 4                |               |            |              |              |              |  |                  |       |       |       |
|  | 2                | FC Barcelona     | 3                | 4                | Hockey Novara | 2          | 2            |              |              |  |                  |       |       |       |
|  | 2                |                  |                  |                  | Hockey Novara | 2          | 2            |              |              |  |                  |       |       |       |
|  | 7                | FC Barcelona     | 1                | 5                |               |            |              |              |              |  |                  |       |       |       |
|  | 7                | FC Barcelona     | 1                | 5                |               |            |              |              |              |  |                  |       |       |       |

### Quartos-de-final
| Equipa 1      | Total | Equipa 2     | 1.ª Mão | 2.ª Mão |
| ------------- | ----- | ------------ | ------- | ------- |
| RSV Weil      | 21-2  | RHC Wolfurt  | 11-2    | 10-0    |
| Genève RHC    | 0-13  | Igualada HC  | 0-5     | 0-8     |
| Nantes ARH    | 7-29  | SL Benfica   | 5-8     | 2-21    |
| Hockey Novara | 4-6   | FC Barcelona | 2-1     | 2-5     |

### Meias-finais
| Equipa 1   | Total | Equipa 2     | 1.ª Mão | 2.ª Mão |
| ---------- | ----- | ------------ | ------- | ------- |
| RSV Weil   | 6-24  | Igualada HC  | 3-6     | 3-18    |
| SL Benfica | 4-7   | FC Barcelona | 3-3     | 1-4     |

### Final
| Equipa 1    | Total  | Equipa 2     | 1.ª Mão | 2.ª Mão |
| ----------- | ------ | ------------ | ------- | ------- |
| Igualada HC | 2-2 gf | FC Barcelona | 0-0     | 2-2     |

| Campeão Europeu 1995-96  |
| ------------------------ |
|                          |
| Igualada HC (4.º título) |

### Internacional
- Ligações para todos os sítios de hóquei
- Mundook- Sítio com notícias de todo o mundo do hóquei
- Hoqueipatins.com - Sítio com todos os resultados de Hóquei em Patins